# Christos Papanikolaou
Christos Papanikolaou (Grecia, 25 de noviembre de 1941) fue un atleta griego especializado en la prueba de salto con pértiga, en la que consiguió ser subcampeón europeo en 1966.

## Carrera deportiva
En el Campeonato Europeo de Atletismo de 1966 ganó la medalla de plata en el salto con pértiga, con un salto por encima de 5.05 metros, siendo superado por el alemán Wolfgang Nordwig que batió el récord de los campeonatos con 5.10 metros, y por delante del francés Hervé d'Encausse (bronce con 5.00 metros) 